# The Criterion Collection
The Criterion Collection è un'azienda il cui obiettivo è pubblicare in home video film classici, o più raramente film più recenti, dopo averli restaurati e rimasterizzati, allegando degli extra su produzione o curiosità sul film.

## Storia
La Criterion Collection fu fondata nel 1984 da Robert Stein, Aleen Stein (moglie di Robert) e Roger Smith. Nel 1985 gli Stein, William Becker e Jonathan B. Turell fondarono la Voyager Company. Voyager era una casa di sviluppo di CD-ROM multimediali. Tra il 1993 e il 2000 pubblicò dei CD-ROM educativi. Durante quel periodo la Criterion Collection diventò una divisione della Voyager. Nel marzo del 1994 la Verlagsgruppe Georg von Holtzbrinck GmbH acquistò un 20% di Voyager per 6,7 milioni di dollari. Gli stessi quattro fondatori trattennero un 20% dalla somma.
Alla fine degli anni novanta Voyager si sciolse. Nell'inverno del 1994 Aleen Stein divorziò da Robert Stein e lasciò il posto di manager nella compagnia per aprire un'altra azienda di CD-ROM publishing, la Organa LLC, anche se si tenne il 20% di Voyager. Nell'inverno del 1997 Holtzbrinck vendette i 42 titoli di CD-ROM della Voyager, il nome stesso dell'azienda, il sito internet, e si associò con la Learn Technologies Interactive (LTI) LLC.
A quel tempo i restanti fondatori, Aleen Stein, William Becker e Jonathan Turell presero il completo possesso di Criterion con 1/3 ciascuno; Turrel diventò il CEO, e il figlio di Becker, Peter Beker, diventò il presidente. Aleen Stein non ha più un ruolo attivo all'interno ma continua ad avere 1/3 della compagnia.
Dal 2005 la distribuzione di tutti i DVD della Criterion è passata alla Image Entertainment.

## Contributi e impatto sul mercato
La Criterion ha sperimentato l'utilizzo del formato originale dei film, anche quando divergeva da quello dei televisori standard. All'inizio questa novità andò incontro alle rimostranze di chi non apprezzava la comparsa di "bande nere" sopra e sotto il film, ma ben presto fu considerata l'unica soluzione accettabile nel rispetto della qualità artistica del film. Il laserdisc Criterion del 1987 di Blade Runner di Ridley Scott fu il primo presentato in questo formato.
I primi due laserdisc della Criterion usciti furono Quarto potere e King Kong. In entrambi i casi Criterion introdusse il concetto di "special edition", nel quale il film viene accompagnato da una serie di materiali bonus come trailer, commenti audio del regista, documentari "dietro-le-quinte", finali alternativi, scene tagliate e altro ancora.
Criterion ha distribuito edizioni definitive, e in alcuni casi uniche, di molti film come Fanny e Alexander, Brazil, Salò o le 120 giornate di Sodoma (fuori stampa), A Hard's Day Night, Robinson Crusoe on Mars, Giasone e gli Argonauti realizzati in collaborazione con le case di produzione che detengono i diritti. In alcuni casi i diritti di certi film sono stati acquisiti da altre società che hanno chiesto il ritiro dal commercio delle rispettive edizioni Criterion.
La Criterion di solito seleziona film classici ma non sono mancati esempi di edizioni di film recenti appena usciti (come tutta la filmografia di Wes Anderson fino a Le avventure acquatiche di Steve Zissou) o blockbusters hollywoodiani come Armageddon - Giudizio finale e The Rock.
Fin dalle prime edizioni in laserdisc, la Criterion ha curato ogni aspetto del riversamento del film, sia audio che video, spesso provenienti da originali negativi restaurati. La colonna sonora rimasterizzata in 5.1 è sempre nella lingua originale e i sottotitoli disponibili sono solo in inglese. Questa cura è apprezzata dai registi che sono spesso favorevoli ad applicare al DVD un'etichetta "Approvata dal regista". Esemplare il caso di Terry Gilliam che è arrivato a rimontare il suo Brazil in una edizione a 5 laserdisc, ultimamente pubblicata su 3 DVD; questa versione propone sul primo disco il film rimontato dal regista sulle sue idee originali, sul secondo i contenuti speciali e sul terzo l'edizione del film come è uscita nelle sale, nella versione rimontata dalla Universal.
Nel 2004 Criterion ha realizzato in esclusiva per Amazon.com una DVD "holiday gift set" con un totale di 282 dischi al prezzo di circa 5000 $. Non si tratta della collezione completa dei titoli Criterion pubblicati fino a quel tempo, in quanto molti sono fuori catalogo. Ma comunque si tratta del più grosso e costoso "cofanetto" mai messo in vendita in un mercato consumer.
A dicembre 2005 Criterion ha pubblicato più di 300 titoli.